# Radek Mynář
Radek Mynář (České Budějovice, 22 novembre 1974) è un calciatore ceco, difensore del Horky nad Jizerou.

## Carriera

### Club
Segna l'ultimo gol con il Dyskobolia Grodzisk il 3 novembre 2007 nella vittoria casalinga per 4-0 contro il Korona Kielce. Gioca l'ultima partita con il Dyskobolia il 29 marzo 2008 nella vittoria casalinga per 3-0 contro lo Zagłębie Sosnowiec, in cui viene anche ammonito.
Debutta con il Polonia Varsavia il 16 agosto 2008 nella sconfitta casalinga per 0-2 contro il Wisla Cracovia. Segna il primo gol con la nuova squadra il 20 settembre 2008 nella vittoria casalinga per 3-0 contro il Ruch Chorzów, dove è lui a segnare il primo gol.

## Palmarès
- Campionato ceco: 2

Sparta Praga: 2000-2001, 2002-2003
- Coppa di Polonia: 2

Dyskobolia: 2004-2005, 2006-2007